# Кларксбург (Тенеси)
Кларксбург (енгл. Clarksburg) град је у америчкој савезној држави Тенеси.

## Демографија
По попису из 2010. године број становника је 393, што је 108 (37,9%) становника више него 2000. године.
| Група             | 2000.       | 2010.       |
| Белци             | 268 (94,0%) | 370 (94,1%) |
| Афроамериканци    | 8 (2,8%)    | 15 (3,8%)   |
| Азијати           | 5 (1,8%)    | 0 (0,0%)    |
| Хиспаноамериканци | 3 (1,1%)    | 2 (0,5%)    |
| Укупно            | 285         | 393         |